# Ruthven
Ruthven é uma cidade localizada no estado americano de Iowa, no Condado de Palo Alto.

## Demografia
Segundo o censo americano de 2000, a sua população era de 711 habitantes.
Em 2006, foi estimada uma população de 704, um decréscimo de 7 (-1.0%).

## Geografia
De acordo com o United States Census Bureau tem uma área de
1,1 km², dos quais 1,1 km² cobertos por terra e 0,0 km² cobertos por água. Ruthven localiza-se a aproximadamente 439 m acima do nível do mar.

## Localidades na vizinhança
O diagrama seguinte representa as localidades num raio de 20 km ao redor de Ruthven.